# 하 (낭중령)
하(賀, ? ~ ?)는 전한 중기의 관료이다. ‘하’는 이름자로, 성씨는 알 수 없다.

## 생애
경제 후원년(기원전 143년), 낭중령에 임명되었다.

## 출전
- 반고, 《한서》 권19하 백관공경표 下

| 전임 주인 | 전한의 낭중령 기원전 143년 ~ 기원전 140년? | 후임 왕장 |